# Phthanophaneron harveyi
Phthanophaneron harveyi is een  straalvinnige vissensoort uit de familie van lantaarnvissen (Anomalopidae). De wetenschappelijke naam van de soort is voor het eerst geldig gepubliceerd in 1976 door Rosenblatt & Montgomery.
De soort staat op de Rode Lijst van de IUCN als Onzeker, beoordelingsjaar 2007.